# Paulo da Silva
Paulo César da Silva Barrios (ur. 1 lutego 1980 w Asunción) – paragwajski piłkarz z obywatelstwem meksykańskim, który występował na pozycji środkowego obrońcy.

## Kariera klubowa
Da Silva jest wychowankiem klubu Atlántida Sport Club. W 1997 roku przeniósł się do Cerro Porteño, wywodzącego się z jego rodzinnego miasta Asunción i w tamtym roku zadebiutował w rozgrywkach paragwajskiej Primera División. W 1998 roku dotarł z nim do półfinału Copa Libertadores. Na początku 1999 roku Paulo wyjechał do włoskiej Perugii, jednak nie przez pół roku nie zdołał zadebiutować w Serie A. Latem przeszedł do argentyńskiego Club Atlético Lanús z Buenos Aires. Tam spędził jeden rok rozgrywając tylko 6 spotkań, a latem 2000 wrócił do Włoch. Drugoligowej Venezii nieznacznie pomógł w awansie do pierwszej ligi, a następnie na rok przeszedł do Cosenzy Calcio, której pomógł w utrzymaniu w Serie B.
W 2002 roku Da Silva powrócił do ojczyzny. Przez dwa lata występował w drużynie Club Libertad. Zarówno w 2002, jak i 2003 roku wywalczył swoje pierwsze dwa mistrzostwa Paragwaju w karierze. Latem 2003 wyjechał do Meksyku. Podpisał kontrakt z zespołem Deportivo Toluca, w którym od razu wywalczył sobie miejsce w podstawowym składzie. W 2005 roku został mistrzem fazy Apertura, a w 2006 wicemistrzem. W tamtym roku dotarł też do półfinału Copa Sudamericana.
Od sezonu 2012/2013 grał w CF Pachuca.

## Statystyki kariery
| Sezon   | Klub                | Kraj      | Rozgrywki        | Mecze | Bramki |
| ------- | ------------------- | --------- | ---------------- | ----- | ------ |
| 1997    | Cerro Porteño       | Paragwaj  | Primera División | 5     | 0      |
| 1998    | Cerro Porteño       | Paragwaj  | Primera División | 25    | 2      |
| 1998/99 | AC Perugia          | Włochy    | Serie A          | 0     | 0      |
| 1999/00 | Club Atlético Lanús | Argentyna | Primera División | 6     | 1      |
| 2000/01 | SSC Venezia         | Włochy    | Serie B          | 5     | 0      |
| 2001/02 | Cosenza Calcio      | Włochy    | Serie B          | 29    | 0      |
| 2002    | Club Libertad       | Paragwaj  | Primera División | 30    | 2      |
| 2003    | Club Libertad       | Paragwaj  | Primera División | ?     | ?      |
| 2003/04 | Deportivo Toluca    | Meksyk    | Primera División | 36    | 2      |
| 2004/05 | Deportivo Toluca    | Meksyk    | Primera División | 34    | 2      |
| 2005/06 | Deportivo Toluca    | Meksyk    | Primera División | 34    | 1      |
| 2006/07 | Deportivo Toluca    | Meksyk    | Primera División | 28    | 3      |
| 2007/08 | Deportivo Toluca    | Meksyk    | Primera División | 32    | 4      |
| 2008/09 | Deportivo Toluca    | Meksyk    | Primera División | 32    | 0      |
| 2009/10 | Sunderland          | Anglia    | Premier League   | 16    | 0      |
| 2010/11 | Sunderland          | Anglia    | Premier League   | 1     | 0      |
| 2010/11 | Real Saragossa      | Hiszpania | Primera División | 13    | 0      |
| 2011/12 | Real Saragossa      | Hiszpania | Primera División | 29    | 1      |
| 2012/13 | Pachuca             | Meksyk    | Primera División | 33    | 2      |
| 2013/14 | Deportivo Toluca    | Meksyk    | Primera División | 30    | 4      |
| 2014/15 | Deportivo Toluca    | Meksyk    | Primera División | 34    | 8      |
| 2015/16 | Deportivo Toluca    | Meksyk    | Primera División | 32    | 2      |

### Kariera reprezentacyjna
W reprezentacji Paragwaju da Silva zadebiutował 27 lipca 2000 roku zremisowanym 0:0 spotkaniu z Boliwią. W 2006 roku został powołany przez Aníbala Ruiza do kadry na Mistrzostwa Świata w Niemczech, na których zaliczył jedno spotkanie – z Trynidadem i Tobago (2:0).